# Medeltidskinesiska
Medeltidskinesiska eller medelkinesiska (kinesiska: Zhōnggǔ Hànyǔ 中古漢語) är ett tidigt kinesiskt språkstadium, som sträcker sig från ungefär 420 till 1150. Det finns flera alternativa tidsindelningar, och i sin snävaste bemärkelse avser termen det språk som beskrivs i rimlexikonet Qieyun från 601. Medeltidskinesiska utgör ett direkt förstadium till alla kinesiskans nuvarande dialektgrupper utom min, som skildes från de övriga varieteterna i ett tidigare skede.

### Fotnoter
1. ↑  Malmqvist 1993, s. 37.
2. ↑  Svantesson 1991, s. 77.
3. 1 2  Handel 2014, s. 577 ff.